# Амиров, Фикрет Мешади Джамиль оглы
Фикре́т Мешади́ Джами́ль оглы́ Ами́ров (азерб. Fikrət Məşədi Cəmil oğlu Əmirov; 22 ноября 1922, Ганджа — 20 февраля 1984[…], Баку) — азербайджанский советский композитор, музыкальный педагог. Народный артист СССР (1965). Лауреат Сталинской премии второй степени (1949) и Государственной премии СССР (1980). Герой Социалистического Труда (1982).
Для произведений Фикрета Амирова характерно активное использование азербайджанских народных мелодий и ритмов, принципов мугама, импровизации, которые органично сочетаются с вариационным и полифоническим развитием.

## Биография
Ф. М. Амиров родился в семье певца, тариста и композитора Мешади Джамиля Амирова.
Учился в Кировабадском музыкальном училище по классу тара, затем в Бакинском музыкальном училище по классу композиции.
В 1939 году поступил в Азербайджанскую государственную консерваторию, где изучал основы азербайджанской народной музыки у композитора Узеира Гаджибекова и композицию у Б. И. Зейдмана.
С началом Великой Отечественной войны ушёл на фронт, но был демобилизован после ранения.
В 1942—1945 годах — директор и художественный руководитель филармонии, а также директор музыкального училища в Кировабаде.
В 1945 году продолжил обучение и три года спустя окончил консерваторию, представив в качестве дипломной работы оперу «Улдуз».
В 1946—1947 годах — художественный руководитель Азербайджанской государственной филармонии им. А. М. Магомаева, в 1956—1959 годах — директор Азербайджанского государственного академического театра оперы и балета имени М. Ф. Ахундова.
Автор книги «В мире музыки» (1983) и др.
Был секретарём правлений Союза композиторов Азербайджана (с 1956) и Союза композиторов СССР (с 1975). Член-корреспондент АН Азербайджанской ССР (1980). Депутат Верховного Совета Азербайджанской ССР 4—9-го созывов. Член ВКП(б) с 1947 года.

## Основные сочинения
Оперы
- «Улдуз» (1948)
- «Севиль» (1953)

### Mузыка
Балеты

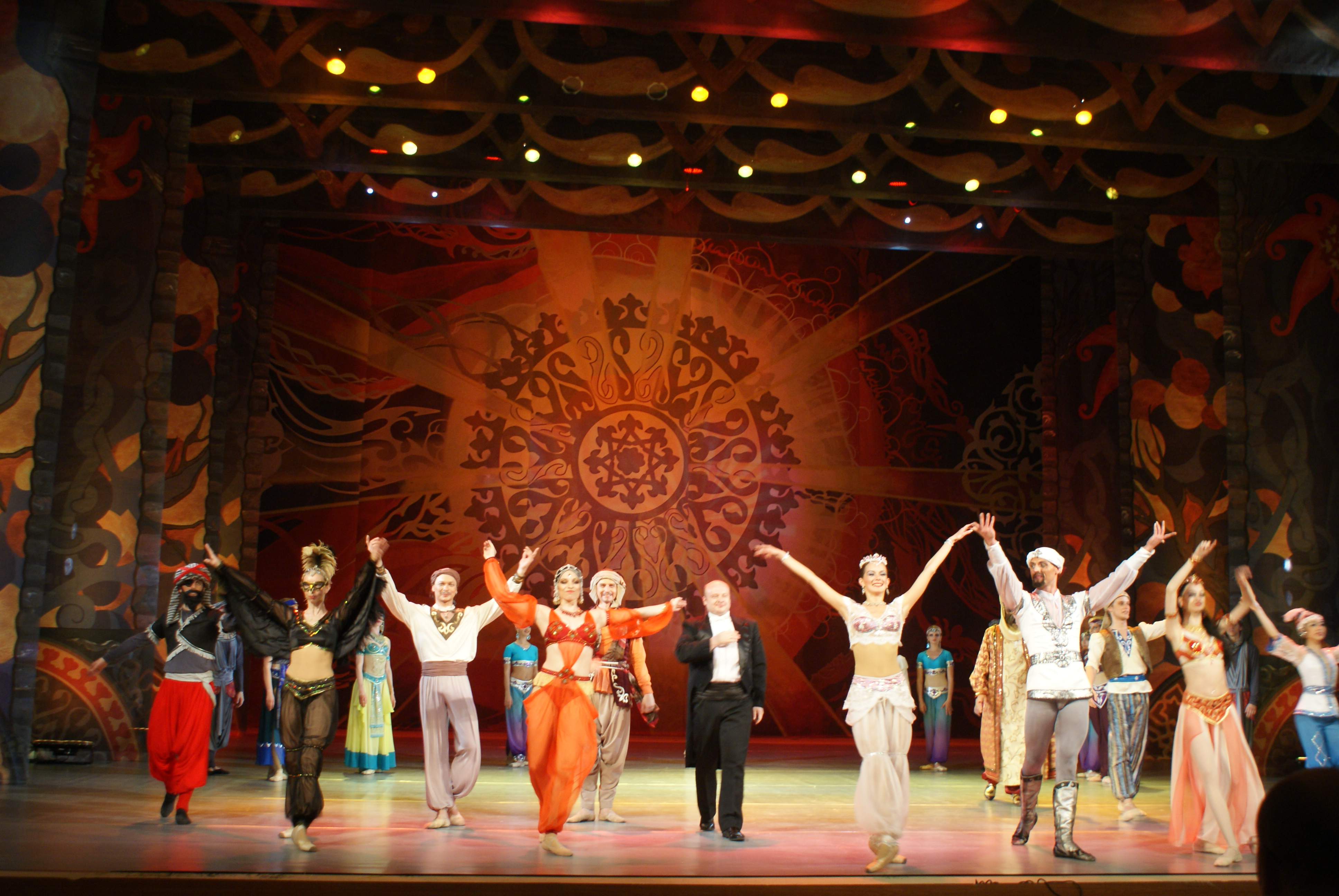
«Тысяча и одна ночь» в постановке Белорусского государственного академического музыкального театра.

- «Шур» (хореографическая новелла) (1968)
- «Сказание о Насими» (1973)
- «Покорители Каспия» (вокально-хореографическая поэма) (1975)
- «Тысяча и одна ночь» (1979)
- «Низами» (1984).

Музыкальные комедии (оперетты)
- «Похитители сердец» (1943)
- «Радостная весть» (1945)
- «Гезюн айдын» (1946).

Оркестровые сочинения
- Поэмы «Памяти Низами» (1941), «Памяти героев Великой Отечественной войны» (1943)
- Увертюра «Джанги» для оркестра народных инструментов (1945, совм. с З. Гаджибековым)
- Двойной концерт для скрипки и фортепиано с оркестром (1946)
- Симфония «Низами» (1947)
- Концерт для фортепиано с оркестром народных инструментов (1947, совм. с А. Бабаевым)
- Два симфонических мугама: «Шур», «Кюрд-овшары» (1948)
- Поэма «Зимняя дорога» для тенора и баритона с оркестром (сл. А. Пушкина) (1949)
- Сюита «Азербайджан» (1950)
- Концерт для фортепиано с оркестром на арабские темы (1957, совм. с Э. Назировой)
- «Азербайджанское каприччио» (1961)
- «Симфонические танцы» (1963)
- Симфонический мугам для меццо-сопрано, камерного оркестра и литавр «Гюлистан-Баяты-Шираз» (1968)
- «Симфонические портреты» для 4 солистов, чтеца и оркестра (1970)
- Вокально-хореографическая поэма «Легенда о Насими» (1977)
- «Азербайджанские гравюры» для симфонического оркестра.

Камерные сочинения
- Вариации для фортепиано (1941)
- «Романтическая соната» для фортепиано (1947)
- 2 прелюдии для фортепиано (1948)
- «Элегия» памяти Асафа Зейналлы для виолончели или альта с фортепиано (1948)
- Поэма «Посвящение Узеиру Гаджибекову» для унисона скрипки и виолончели с фортепиано (1949)
- 5 пьес для виолончели и альта с фортепиано (1953)
- Композиция "Жемчужина Карабаха" (1954)
- Двенадцать миниатюр для фортепиано (1955)
- Сюита на албанские темы для двух фортепиано (1955, совм. с Э. Назировой)
- Детский альбом для фортепиано (1956)
- Романсы, хоры, песни, обработки азербайджанских народных песен
- Сочинения для хора (хоры с оркестром — Грузия. Руставели (1970), Сачлы (Сплетни, 1970), хоры а капелла), обработки народных песен,
- Музыка к драматическим спектаклям (в том числе «Шейх Санан» (включая «Песню слепого араба») Г..Джавида (1950-е), «Ханлар» и «Вагиф» С. Вургуна, «Заря над Каспием» И. Касумова), кино и др.

## Фильмография
- 1960 — «Утро»
- 1962 — «Великая опора»
- 1965 — «Аршин мал алан
- 1966 — «Жизнь хорошая штука, брат!»
- 1968 — «Красавицей я не была»
- 1970 — «Севиль»
- 1972 — «Гюлистан Баяты-шираз»
- 1973 — «Шкатулка»
- 1974 — «Урок пения»
- 1974 — «Страницы жизни» (киноальманах)
- 1975 — «Легенды мира»
- 1975 — «Фирангиз»
- 1977 — «Дорогой Октября»
- 1985 — «Фикрет Амиров».

## Награды, звания и премии
- Герой Социалистического Труда (1982)
- Два ордена Ленина (1959, 1982)
- Два ордена Трудового Красного Знамени (1967, 1971)
- Медали
- Заслуженный деятель искусств Азербайджанской ССР (1955)
- Народный артист Азербайджанской ССР (1958)
- Народный артист СССР (1965)
- Сталинская премия второй степени (1949) — за мугамы «Кюрд-овшары» и «Шур» для симфонического оркестра[5]
- Премия Ленинского комсомола Азербайджана (1967)[6]
- Государственная премия Азербайджанской ССР (1974)[7]
- Государственная премия СССР (1980) — за музыку к балету «Тысяча и одна ночь», поставленного на сцене АзГАТОБ имени М. Ф. Ахундова

## Память
Имя композитора носят Азербайджанский государственный ансамбль песни и танца, Гянджинская государственная филармония. В Баку, Гяндже, Сумгаите есть места, музыкальные школы, носящие его имя. Именем Фикрета Амирова названа улица в Баку (бывшая Миллионная, позже — Дарвина, Ворошилова) и Центр Конференций и Концертов Университета Хазар (Баку, улица Башир Сафароглы 122).
22 ноября 2006 года на д. 2 по улице Тарлана Алиярбекова в Баку, в котором долгие годы жил и творил выдающийся азербайджанский композитор открыта мемориальная доска.

Памятник Ф. М. Амирову в Баку
Мемориальная доска на стене дома в Баку, в котором в 1970—1984 г. жил Ф. М. Амиров.
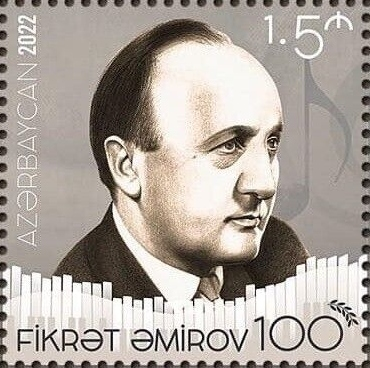
Почтовая марка Азербайджана, посвящённая 100-летию Ф. М. Амирова, 2022 год